# Lucio Pisani
Lucio Pisani (San Martino Valle Caudina, 21 maggio 1930 – Como, 3 febbraio 2018) è stato un poeta e politico italiano.